# Västerås Roedeers 2022
Questa voce raccoglie le informazioni riguardanti i Västerås Roedeers nelle competizioni ufficiali della stagione 2022.

## Maschile

### Roster
| Roster dei Västerås Roedeers (2022) |
| --- |
| Quarterback - 99 Mikael Carlsson Running Back - 21 Marcus Wahlsted - 24 Mathias Fogelström Wide Receiver - 1 Petrus Frisk - 84 Ismail Mahad - 86 Oskar Lillgäls - 88 Olanyi Felix - 89 Johan Eneroth Offensive Linemen - 63 Olle Frank Defensive Linemen - 91 Niklas Ehrndal Linebacker - 90 Daniel Söderqvist - 95 Niklas Kyhlström Defensive Back - 13 Dave Gateka Special Team , * 2 Elliot Hammar - 8 Theo Ståhl - 22 Max Nordström - 23 Eddie Haddad - 51 Axel Gunnarsson - 55 Niklas Andersson - 58 Carl Eklund - 67 Alfred Tång - 70 Mattias Bruno - 71 Isac Nordström - 81 Måns Jonasson - 85 Neo Andersson nella squadra d'allenamento Coaching staff Mikael Göranzon (HC) |

### Division 2 2022

#### Stagione regolare
| Gävle 23 aprile 2022, ore 13:00 1ª giornata | Gefle Red Devils | 13 – 6 referto | Västerås Roedeers | Nynäs IP |

| Västerås 7 maggio 2022, ore 16:00 2ª giornata | Västerås Roedeers | 46 – 22 referto | Upplands-Bro Broncos | Arosvallen |

| Västerås 11 giugno 2022, ore 15:00 3ª giornata | Västerås Roedeers | 34 – 25 referto | Dalecarlia Rebels | Arosvallen |

| Kungsängen 13 agosto 2022, ore 13:00 4ª giornata | Upplands-Bro Broncos | 42 – 0 referto | Västerås Roedeers | Kungsängens IP |

| Västerås 27 agosto 2022, ore 16:00 6ª giornata | Västerås Roedeers | 25 – 14 referto | Gefle Red Devils | Arosvallen (120 spett.) |

| Falun 4 settembre 2022, ore 17:00 7ª giornata | Dalecarlia Rebels | 19 – 8 referto | Västerås Roedeers | Dalavallen |

#### Playoff
| Karlstad 10 settembre 2022, ore 11:30 Finale promozione | Carlstad Crusaders B | 14 – 0 referto | Västerås Roedeers | Sannafältets Konstgräsplan |

### Statistiche di squadra
| Competizione      | %Vittorie | In casa | In casa | In casa | In casa | In casa | In casa | In trasferta | In trasferta | In trasferta | In trasferta | In trasferta | In trasferta | Totale | Totale | Totale | Totale | Totale | Totale |
| Competizione      | %Vittorie | G       | V       | N       | P       | Pf      | Ps      | G            | V            | N            | P            | Pf           | Ps           | G      | V      | N      | P      | Pf     | Ps     |
| ----------------- | --------- | ------- | ------- | ------- | ------- | ------- | ------- | ------------ | ------------ | ------------ | ------------ | ------------ | ------------ | ------ | ------ | ------ | ------ | ------ | ------ |
| Stagione regolare | .500      | 3       | 3       | 0       | 0       | 105     | 61      | 3            | 0            | 0            | 3            | 14           | 74           | 6      | 3      | 0      | 3      | 119    | 135    |
| Playoff           | .000      | 0       | 0       | 0       | 0       | 0       | 0       | 1            | 0            | 0            | 1            | 0            | 14           | 1      | 0      | 0      | 1      | 0      | 14     |
| Totale            | .429      | 3       | 3       | 0       | 0       | 105     | 61      | 4            | 0            | 0            | 4            | 14           | 88           | 7      | 3      | 0      | 4      | 19     | 149    |